# 夸索阿尔蒙泰
夸索阿尔蒙泰（義大利語：Cuasso al Monte），是意大利瓦雷泽省的一个市镇。总面积16平方公里，人口3571人，人口密度223.2人/平方公里（2009年）。国家统计（ISTAT）代码为012058。